# Krister Brandt (författare)
Krister Brandt (även känd under pseudonymen Astrid Gogglesworth), född 8 juni 1943, död 18 november 2005, var en svensk författare, redaktör, lärare, hobbyentusiast och kommunalpolitiker. Har framförallt författat faktaböcker om modelljärnvägar, men skrev även ett antal böcker med utgångspunkt från den västgötska staden Falköping under pseudonymen Astrid Gogglesworth. Har varit modelljärnvägsredaktör för tidningen Allt om Hobby.
Krister Brandt var utbildad bibliotekarie och arbetade under många år som svensklärare på Ållebergsgymnasiet i Falköping. Han var även politiskt aktiv i Falköpings kommun och satt i Kommunfullmäktige och Kultur- och fritidsnämnden för Vänsterpartiet fram till sin död. Brandt fick år 2000 Falköpings kommuns kulturstipendium. Brandt är bland annat känd för att han bytte ut tavlor på stadsbiblioteket i Falköping mot egentillverkade utan att någon märkte skillnaden förrän han själv påpekade det i en bok ett år senare.

## Böcker

### Astrid Gogglesworth
- Lilla boken om Falköping – En kulturguide (Allt om hobby AB, 1995)
- Kulturguide för Västsvenska Lantmän : Föredragningar, Rapporter och Anmälningsärenden (Allt om hobby AB, 1999)
- Falköping.se (Allt om hobby AB, 2000-11)
- Varats eländiga mjukhet : en hussebok (Allt om hobby AB, 2002-09)

### Krister Brandt
- Modelltåg-90 -Idébok för modellrallare
- Modelltåg 91 -Westgöta-Nerikes Årsberättelser
- Modelltåg-92 -Byggtipsblandning
- Modelltåg-93 -Nya byggtips
- Modelltåg-94 -Stort & Smått
- Modelltåg-95 -Exempelsamling
- Modelltåg-96 -Inspirationsbok
- Modelltåg-97 -Uppgraderingar
- Modelltåg-98 -Projekt
- Modelltåg-99 -...och i morgon är pappa stins